# Сан Мауро (Месина)
Сан Мауро је насеље у Италији у округу Месина, региону Сицилија.
Према процени из 2011. у насељу је живело 97 становника. Насеље се налази на надморској висини од 400 м.